# Помпей Проб
Помпей Проб (лат. Pompeius Probus) — государственный деятель Римской империи первой половины IV века, консул 310 года.

## Биография
Известно, что Галерий послал Проба вместе с Лицинием (когда тот ещё не был цезарем) в качестве посла к Максенцию в 307 году. В 310—314 годах Помпей занимал должность префекта претория Востока, а в 310 году был удостоен Галерием консульства вместе с Татием Андроником.
Консульство Андроника и Проба признали только сам Галерий, Максимин Даза и Лициний. Максенций в Риме провозгласил себя консулом без коллеги, в третий раз, а Константин I в Галлии объявил о продолжении прошлогоднего консулата.